# Alfonso López Caballero
Alfonso López Caballero (Bogotá, 17 de agosto de 1944) es un político, diplomático, escritor y empresario colombiano.
Es miembro del Partido Liberal, y ha ocupado cargos en el Ministerio de Interior y Agricultura, además de las Embajadas en Francia y Reino Unido. Es nieto del dos veces presidente de Colombia, Alfonso López Pumarejo e hijo del también expresidente Alfonso López Michelsen.

## Biografía
Alfonso Pedro Lázaro López Caballero nació en Bogotá, el 17 de agosto de 1944, en el hogar del político liberal Alfonso López Michelsen, y de su esposa, la historiadora Cecilia Caballero Blanco, durante el gobierno de su abuelo Alfonso López Pumarejo.
Estudió Relaciones Internacionales en la Universidad de Georgetown, Estados Unidos. Luego hizo una maestría en Administración en Insead, Fontainebleau, Francia, y también realizó estudios de doctorado en Economía en la Universidad de Columbia, en Nueva York, Estados Unidos.

### Trayectoria
Durante sus primeros años de vida profesional López Caballero se dedicó al sector financiero y luego comenzó su vida política como concejal de Bogotá.
En 1986 fue elegido representante a la Cámara por Cundinamarca y senador cuatro años después; el mismo año que debutaba como senador, en 1990, fue nombrado embajador en Francia por el presidente César Gaviria, y un año después regresó para asumir como Ministro de Agricultura hasta 1993 igualmente en el gobierno Gaviria.
En 1994 fue contundentemente derrotado cuando buscó su reelección como senador, avalado igualmente por el Partido Liberal.
Durante el gobierno del liberal Ernesto Samper, López ejerció como embajador en Canadá y brevemente como ministro del Interior en 1998, fungiendo como designado en reemplazo de Carlos Holmes Trujillo. Siendo presidente Andrés Pastrana, hizo parte de la Comisión de Negociadores en el proceso de paz con las FARC, que terminaron fracasando en febrero de 2002.
En las elecciones presidenciales de 2002 se enfrentó políticamente con su padre, ya que prefirió apoyar al disidente liberal y exgobernador de Antioquia, Álvaro Uribe, frente al candidato oficial del liberalismo, Horacio Serpa, Ministro de Gobierno.
Durante el primer mandato de Uribe, López Caballero ejerció como embajador en el Reino Unido, si bien tras su retiro empezó a alejarse del gobierno, terminando sorpresivamente como precandidato de su partido a la Presidencia en la consulta popular de 2009, si bien obtuvo un modesto quinto lugar.
El 1 de junio de 2016 el presidente Juan Manuel Santos lo nombró embajador plenipotenciario ante la Federación Rusa, presentando credenciales el 9 de noviembre ante el presidente Vladímir Putin.Siendo confirmado por el presidente Iván Duque. Ocupó el cargo hasta el 10 de febrero de 2022, su sucesor es Héctor Isidro Arenas.
En el marco de las protestas en Colombia en 2021, el gobierno ruso citó a López a dar explicaciones por comentarios del gobierno colombiano, específicamente del ministro de Defensa de Colombia, sobre la presunta injerencia rusa en las protestas.

## Familia
Alfonso pertenece a una de las familias más importantes de Colombia: Los López.
Es el hijo mayor del político liberal y empresario Alfonso López Michelsen, fundador del partido disidente liberal MRL, y quien ejerció como primer gobernador del César en los años 60, y presidente de Colombia entre 1974 y 1978, y de la periodista e historiadora Cecilia Caballero Blanco. Los López Caballero también fueron padres de Juan Manuel y Felipe López Caballero.
Fueron padres de López Michelsen y por tanto abuelos de Alfonso el político liberal Alfonso López Pumarejo, presidente de Colombia en dos períodos no consecutivos (1934-1938) y (1942-1945); y su esposa María Michelsen Lombana primera dama de Colombia en el mismo período, sobrina del empresario y banquero Jaime Michelsen Uribe (cabeza del conglomerado Grupo Grancolombiano), y del político liberal José María Lombana.
López Pumarejo a su vez era hijo del empresario y político Pedro Aquilino López y Rosario Pumarejo, y nieto del sindicalista y empresario Ambrosio López Pinzón, cabeza de los artesanos de la Nueva Granada.

## Controversias
En abril de 2024 se reveló un memorando secreto desclasificado del gobierno de Estados Unidos que data de 1977 donde su nombre apareció relacionado con posibles actividades de narcotráfico, en el memorando se señala que los fiscales federales estaban siendo cuidadosos con el caso y «que no se solicitará ninguna acusación formal en EDNY (Distrito Este de Nueva York) ni se tomarán medidas adicionales que involucren a este individuo sin consulta previa» con funcionarios clave del Departamento de Estado.
Este documento desclasificado fue revelado junto con otro documento donde altos miembros del gobierno de su padre Alfonso López aparecían en una lista negra por actividades de narcotráfico, y donde también estaba incluido el entonces candidato presidencial Julio César Turbay.